# Royaume de Corse (1736-1740)
Pour les articles homonymes, voir Corse et Royaume de Corse.
En particulier, ne doit pas être confondu avec République corse ou Royaume anglo-corse.
1736–1740
Entités précédentes :
- République de Gênes

Entités suivantes :
- République de Gênes

Le royaume indépendant de Corse est une monarchie constitutionnelle proclamée par l'assemblée d'Alesani du dimanche 15 avril 1736 dans le cadre de la révolution corse contre la république de Gênes de 1729-1769.
Le régime proprement dit prend fin en décembre 1740 à l'issue d'une campagne militaire ordonnée par la monarchie française pour rétablir la domination génoise. La légitimité du roi élu en 1736 sous le nom de Théodore Ier est cependant défendue par ses partisans et fait l'objet de divers projets politiques de la part de l'Empire et de l'Angleterre et du royaume de Piémont-Sardaigne au cours de la guerre de Succession d'Autriche.
Si la forme monarchique est abandonnée par les régimes insurrectionnels qui se succèdent jusqu'en 1769, le principe d'indépendance et de souveraineté demeurent dans la mémoire populaire et seront repris sous le généralat de Pascal Paoli, qui parviendra à mettre en œuvre nombre de projets ébauchés par le gouvernement de 1736, tels qu'armée permanente, marine, monnaie, université, etc.
Le dernier royaume de Corse est celui établi à l'initiative de Pascal Paoli en association avec l’Angleterre de 1794 à 1796 sous le nom de Royaume anglo-corse.

## Historique de l'élévation de la Corse à la dignité de «royaume»
Rattachée à l’Empire carolingien, la Corse fit partie des marches toscanes avant de revenir au patrimoine de Saint-Pierre. Elle est honorée de la dignité de royaume par les papes à la fin du XIIIe siècle en association avec la Sardaigne, avant qu'ils n'en confient le pouvoir temporel, en fait la couronne, au roi d'Aragon.
Ce titre, étroitement associé aux tentatives aragonaises de faire de la Corse un vice-royaume à l'occasion des tentatives comtales des XIVe et XVe siècles est temporairement mis sous le boisseau par la république de Gênes au cours de son processus de domination de l'île pour ne réapparaitre officiellement qu'au XVIIe siècle. La tête de Maure ne vient certainement pas des Aragonais, la Sardaigne l'avait déjà en 1281, des têtes sans bandeau, une exclusivité corse qualifiée de bandeau royal. C'est en effet en 1630, au lendemain de la guerre contre la Savoie et de la première banqueroute espagnole, que « l’érection de la Corse en Regno, permit au doge d’ajouter à ses armoiries le fleuron d’une couronne royale », ce qui mettra à égalité l'ambassadeur de la république de Gènes avec celui d'un royaume européen.
Cette décision eut un double effet que la république de Gênes n'avait pas mesurée :
- Elle associait la Corse à d'autres royaumes italiens qui bénéficiaient de prérogatives nationales et de la reconnaissance d'une noblesse nationale que la république de Gênes n'accordait pas à sa possession corse. La notion de royaume de Corse devint ainsi pour les insulaires le socle de revendications nationales visant à bénéficier des mêmes prérogatives que celles accordées aux autres royaumes italiens. D'ailleurs, Louis XVI continuait à utiliser dans les documents officiels : « royaume de Corse ».
- Elle faisait de la Corse un objet de convoitise pour les princes voulant accéder au titre de roi, comme tel fut le cas pour le duc de Savoie, déjà rival de la république de Gênes pour les possessions des Riviere, ou François de Lorraine quand il devint duc de Toscane, ou pour les dynasties aspirant à fournir un royaume à chacun de ses descendants comme tel fut le cas de l'Espagne de Philippe V et d’Élisabeth Farnèse.

## Proclamation du royaume indépendant de Corse

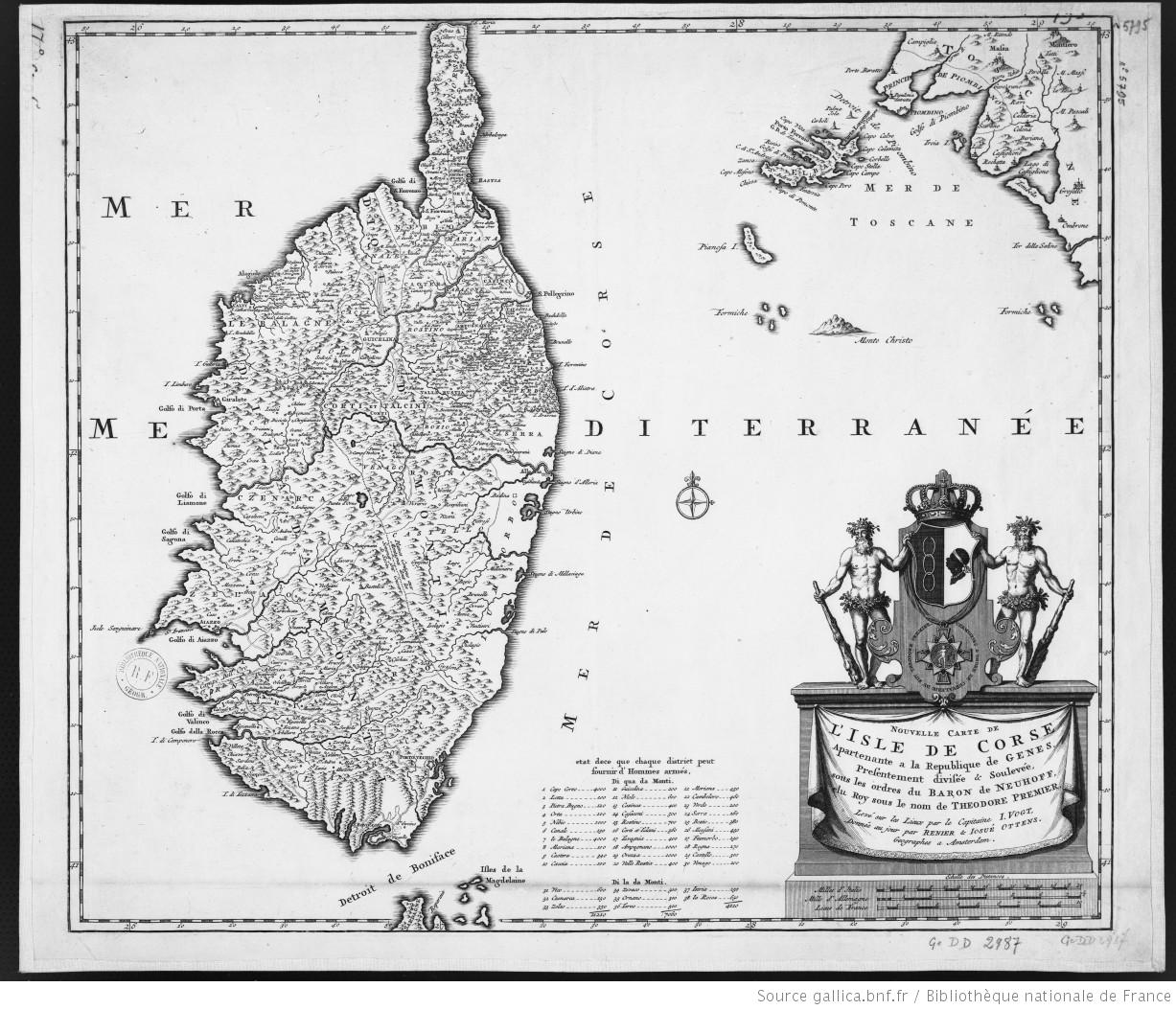
Nouvelle carte de l'isle de Corse apartenante a la republique de Genes, presentement divisée et soulevée, sous les ordres du baron de Neuhoff, élu roy sous le nom de Theodore Premier / levé sur les lieux par le capitaine I. Vogt ; donnée au jour par Renier et Iosué Ottens (1737).
Le médaillon cartouche contient les armes du royaume associant celles de la Corse et celles des Neuhoff

### Contexte
La révolution corse de 1729-1769 s'ouvre sur une révolte antifiscale, bientôt transformée sous l'impulsion de Luigi Giafferi en insurrection politique. La révolution corse s'oriente d'abord vers une exigence de réforme. Gênes s'étant refusée à toute réforme significative de son mode de domination, les insurgés tentent de placer le Royaume sous la domination de l'Espagne, à l'occasion du projet de succession de Don Carlos au trône ducal de Toscane. Celui-ci devenant ainsi roi par la possession de la Corse, comme le duc de Savoie le fut par la possession de la Sardaigne.
L'accession de Don Carlos au trône de Naples au cours de la guerre de Succession de Pologne contraint une partie des insurgés proche de Luigi Giafferi, du chanoine Orticoni et de Sebastiano Costa, à envisager une solution indépendante. Ce projet est élaboré à l'hiver 1734 à Livourne au cours de rencontres avec Théodore de Neuhoff. La base programmatique de ce projet est exposée dans le Disinganno interno alla guerra di Corsica.

### La constitution d’Alesani (Alisgiani) du15 avril 1736
Théodore de Neuhoff est élu roi des Corses le 15 avril 1736, à Alesani. Son pouvoir est défini par une constitution rédigée par l'avocat Sebastiano Costa, approuvée par les principaux « patriciens » du royaume du Delà et du Deçà des Monts : descendants de branches seigneuriales du Sud comme Luc d'Ornano, de grandes familles caporali du Nord comme Saverio Matra, et de chefs de clan dont la notabilité s'était affermie au cours du XVIIe siècle et du début du XVIIIe siècle.
La constitution d'Alesani est l'un des premiers exemples de constitution monarchique. Reconnue comme telle par les historiens constitutionnalistes en Italie, elle n'est pas sans évoquer la monarchie de Juillet :
« Au nom et à la gloire de la Très Sainte Trinité, du Père, du Fils et du Saint-Esprit, de la Vierge Immaculée, protectrice de ce Royaume et de Sainte Dévote son avocate. Aujourd'hui dimanche 15 avril de l'année 1736. Le Royaume de Corse s'étant réuni en une Assemblée générale, légitimement ordonnée par son Excellence le général Paoli et Don Luigi Giafferi dans la localité d'Alesani.
Après une longue et mûre discussion fait avec les principaux patriciens du Royaume, toutes les populations ont délibérément décidé, de même qu'elles décident délibérément de se choisir un Roi et de vivre sous son autorité, de proclamer et d'accepter, le sieur Théodore Baron Libre de Neuhoff aux pouvoirs des conventions et conditions suivantes, lesquelles devront être acceptées par le dit sieur Baron qui ne sera ni ne pourra prétendre être Roi tant qu'il n'a accepté les dites conventions et conditions et juré de les respecter en signant de sa propre main et authentifiant de son propre sceau le présent écrit qui les stipule sous forme de contrat afin qu'il ait en tout sa pleine et opportune stabilité et exécution.
Art. 1 - Il est donc convenu et établi que le Souverain et Roi de ce Royaume qui est le prénommé Excellentissime seigneur Théodore Baron Libre de Neuhoff, et après lui ses descendants mâles, par le premier né et à défaut de mâles les femmes de sa descendance, pourvu que ceux qui seront admis à la Couronne et à l'Autorité soient Catholiques Romains et résident toujours dans le Royaume comme devra résider le prénommé Baron.
Art. 2 - Que, à défaut de succession personnelle le précité seigneur Baron puisse de son vivant désigner un successeur de sa parenté, homme ou femme, pourvu qu'il soit catholique Romain et réside dans le royaume.
Art. 3 - Que, en cas d'interruption de la lignée, tant masculine que féminine du dit seigneur Baron ou de son successeur, nommé comme ci-dessus, le Royaume demeure libre et les Peuples aient la possibilité de choisir leur souverain de leur libre arbitre ou vivre librement ou comme il leur plaira.
Art. 4 - Que, le Roi, le seigneur Baron, aussi bien que ses successeurs aient et jouissent de toute l'autorité royale et de tous les droits royaux avec la restriction et l'exclusion de ce qui est prévu dans les articles suivants.
Art. 5 - Que, à cette fin, soit établie et élue dans le Royaume une Diète, composée de vingt-quatre personnes des plus distinguées par leur mérite, soit seize pour le Deçà des Monts et huit pour le delà des Monts. Et que trois sujets de cette même Assemblée, soit deux pour le Deçà des Monts, et une pour le Delà des Monts, devront toujours résider à la Cour du Souverain, lequel ne pourra prendre aucune décision sans le consentement de la dite Diète, ni au sujet des taxes d'imposition ni au sujet des décisions de guerre.
Art. 6 - Que le pouvoir de la dite Diète soit de prendre avec le Roi toutes les dispositions concernant la guerre ou les taxes d'impositions et, en outre, qu'elle ait la faculté de désigner les lieux qui lui paraîtront les plus appropriés pour l'embarquement des produits et marchandises, des Nationaux et qu'elle ait réellement la liberté de se réunir en toutes circonstances dans le ou les lieux qui lui paraîtront les plus convenables.
Art. 7 - Que toutes les dignités, charges et offices à attribuer dans le royaume soient réservés aux seuls Corses à l'exclusion perpétuelle d'un étranger quel qu'il soit.
Art. 8 - Que, lorsque le gouvernement sera établi, les Génois chassés et le royaume sera en paix, toutes les troupes devront être des milices corses à l'exception de la garde du Roi qui pourra engager des Corses ou des étrangers selon sa volonté.
Art. 9 - Que, pour le moment et tant que durera la guerre avec les Génois, le Roi pourra engager et se servir de troupes et milices étrangères pourvu qu'elles ne dépassent pas le nombre de 1200 qui pourra néanmoins être augmenté par le Roi avec le consentement de la Diète du Royaume.
Art. 10 - Que dans le Royaume ne puisse séjourner, ni habiter aucun Génois de quelque qualité ou état qu'il soit, et que le Roi ne puisse permettre à aucun Génois de séjourner dans le Royaume.
Art. 11 - Que les produits et marchandises des Nationaux, à exporter ou à transporter d'un lieu à un autre ou d'un port à un autre du Royaume, ne subissent aucune taxe ou imposition.
Art. 12 - Que, tous les biens des Génois et des rebelles à la Patrie du Royaume, y compris les Grecs, soient et demeurent confisqués et séquestrés sauf pour des raisons qui prétendraient différemment en prouvant le contraire par des documents. Il est entendu que ne seront pas confisqués les biens dont jouirait un Corse pourvu qu'il ne paie aucune redevance ou taxe à la république de Gênes ou à des Génois.
Art. 13 - Que la contribution ou imposition annuelle payée par les Corses ne doit excéder trois lires par chef de famille et que soient abolies les demi-tailles habituellement payées par les veuves et les orphelins jusqu'à 14 ans ; au-dessus de cet âge ceux-ci devront être imposés comme les autres.
Art. 14 - Que le sel à fournir par le Roi au peuple ne puisse dépasser le prix de 2 seini soit 13 sous et 4 deniers le boisseau qui sera de 22 livres de poids en cours dans le Royaume.
Art. 15 - Que soit érigée dans le Royaume, en un lieu à choisir par le Roi et la Diète, une Université publique des sciences et des arts libéraux et que soit fixée par le Roi, de concert avec la Diète, la somme suffisante pour l'entretien de cette Université par les voies et moyens qu'ils jugeront les plus appropriés et que soit une obligation pour le Roi de faire en sorte que cette université jouisse de tous les privilèges dont jouissent les autres Universités d'Europe.
Art. 16 - Que soit rapidement décidé et institué par le Roi un ordre de véritable noblesse pour la renommée du Royaume et des nationaux honorables.
Tels sont les articles qui le 15 avril 1736, furent rédigés et présentés par le Royaume au Roi qui les a approuvés sous serment et signés, et il fut proclamé et élu à la Couronne du Royaume auquel il a solennellement juré fidélité et obéissance. »
Le pouvoir du roi s'exerce sous le contrôle d'une diète constituée des « primats du royaume ». Le monarque est directement assisté des trois généraux de la Nation élus lors de la seconde phase de l’insurrection — Luigi Giafferi, Giacinto Paoli, pour le Deça-des-Monts et Luca d’Ornano pour le Delà-des-Monts. La justice et plus généralement l’administration sont confiés à Sebastiano Costa, grand chancelier et premier secrétaire d’État. Le département de la Guerre est confié à un cabinet confié à Gian Pietro Gaffori et à Simone Fabiani. La garde royale est confiée au capitaine Antonio Francesco Giappiconi, proche de Giafferi et Costa qui avait participé aux entretiens de Livourne de la fin 1734
La création de l'ordre de noblesse insulaire, revendiqué depuis 1730, concerne moins de monde que l'on l'affirme généralement et sa légitimité est somme toute moins discutable que celle de la « reconnaissance de noblesse » de la monarchie française établie à partir de 1769 . Elle concerne en effet des personnalités déjà nobles, comme Luca d'Ornano, des caporali comme Saverio Matra, depuis longtemps considérés comme de ceto nobile, des notables « vivant noblement » plus ou moins apparentés aux précédents, ainsi que des personnalités de plus « basse extraction » mais qui s'étaient distinguées dans la lutte contre Gênes. De façon plus originale pour l'époque, le titre de chevalier est par ailleurs volontiers délivré, dans la plus pure tradition chevaleresque, à ceux qui s'étaient distingués dans les combats.
Le régime bat monnaie, constitue une armée et se déclare souverain à la face du monde. Il prévoit le retour à un impôt modeste étroitement contrôlé par la diète, une université et l'accession des Corses à tous les emplois publics qui leur étaient interdits dans l'administration génoise et des distinctions comme l’ordre de la Delivrance.
Théodore règne en personne durant moins de 6 mois avant de partir à la recherche de soutiens financiers et politiques, laissant la régence à Luigi Giafferi, Giacinto Paoli, Luca d'Ornano et Frédérick de Neuhoff. Malgré ses efforts et les importants secours qu'il parvient à rassembler, le débarquement de troupes françaises entraîne la défection d'une partie des notables clefs du régime et provoque l'échec de son retour en 1738. Le régime garde cependant ses partisans dont les derniers ne sont réduits à merci qu'à la fin de 1740.
La brièveté du royaume indépendant de Corse n'en fait pas plus un événement politique mineur qu'elle ne fait par exemple des deux mois d'existence de la Commune de Paris de 1871, un épiphénomène sans conséquences. Elle établit au contraire une rupture symbolique du Regno di Corsica avec la république de Gênes et constitue un exemple précoce de la revendication des peuples à disposer d'eux-mêmes.